# Moisés Ville
Moisés Ville es una comuna ubicada en el departamento San Cristóbal, provincia de Santa Fe, Argentina. Está ubicada a 320 km de Rosario y a 177 km de la ciudad de Santa Fe, la capital de la provincia.
Posee el Museo Histórico Comunal y de la Colonización Judía "Rabino Aaron H. Goldman".

## Toponimia
El nombre original propuesto para la localidad fue Kiryat Moshe (hebreo: קריית משה, Pueblo de Moisés), pero el agente de tierras lo registró traduciéndolo al francés Moïsesville, que más tarde se castellanizó a Moisés Ville. En ídish, se escribe מאָזעסוויל.

## Historia

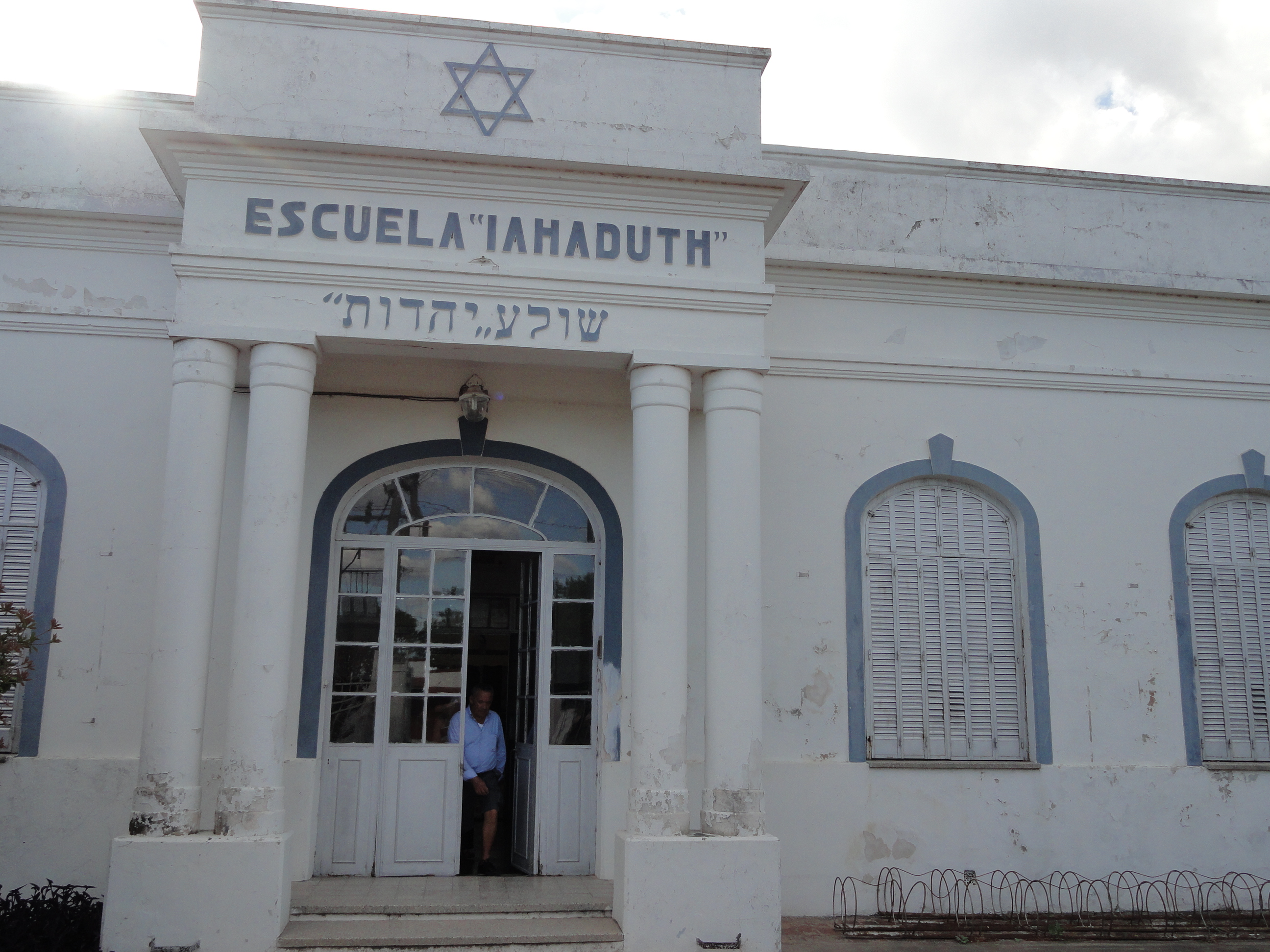
Escuela judía en Moisés Ville.

Fue colonizada en 1889 por un grupo de judíos rusos que escapaban de los pogroms y de las persecuciones. Estas 136 familias (815 personas) llegaron a Argentina desde Kamianets-Podilskyi en el vapor de bandera alemana S.S. Wesser, el 14 de agosto de 1889, bajo el liderazgo del Rabino Aaron Halevi Goldman, guía espiritual y comunitario del núcleo inmigratorio. No existe acta de fundación.
Moisés Ville se convirtió en una localidad canónica de los gauchos judíos que trabajaron la tierra en Argentina a fines del siglo XIX y principios del XX.
Las ansias de ascenso social causaron un decremento poblacional porque los jóvenes se fueron a las grandes urbes (como Rosario y Buenos Aires) en búsqueda de educación superior y oportunidades.
Moisés Ville, con sus colonias hermanas de Mauricio y Clara, fueron los ejemplos paradigmáticos del trabajo de la Asociación Barón Hirsch de Colonización Judía.
- Hospital Barón Hirsch
- Museo Histórico Comunal y de la Colonización Judía «Rabino Aarón Goldman»
- Moises Ville Cable Color Canal de televisión por Cable fundado en 1988 referente Cultural de la Localidad.

## Personalidades
- Aaron Goldman
- Mika Feldman[5]
- David Rotemberg
- Baruch Tenembaum
- Rosa Tarlovsky de Roisinblit
- Felipe Fistemberg
- Eduardo Jaime Cortés
- Rosa Ziperovich
- Alberto Gerchunoff
- Belkis Hammerschlag
- Pedro Ballhorn
- Josef Draznin

## Parroquia de la Iglesia católica en Moisés Ville
| Diócesis       | Rafaela                     |
| -------------- | --------------------------- |
| Cuasiparroquia | Nuestra Señora de la Merced |

## Literatura
- Sinay, Javier. Los crímenes de Moisés Ville. Una historia de gauchos y judíos. Buenos Aires: Tusquets, 2013
- Jarmatz, Ruti. "Recuerdos de Moisés Ville" - 2006